# Wooden Ships and Iron Men
 (août 2022).
Si vous disposez d'ouvrages ou d'articles de référence ou si vous connaissez des sites web de qualité traitant du thème abordé ici, merci de compléter l'article en donnant les références utiles à sa vérifiabilité et en les liant à la section « Notes et références ».
Wooden Ships and Iron Men (Bateaux en bois et hommes de fer) est un wargame tactique de la marine à voile entre 1776 à 1814.
Quand les grands vaisseaux de ligne à voiles carrées dominaient les océans les hommes devaient être habiles avec les vents et d'une résistance physique extrême d'autant plus lorsque la bataille fait rage.
Tenant compte de la qualité de l'équipage le joueur habile saura manœuvrer pour avoir le vent favorable et concentrer ses tirs.